# Horné Lefantovce
Horné Lefantovce este o comună slovacă, aflată în districtul Nitra din regiunea Nitra. Localitatea se află la altitudinea de 188 m deasupra n.m., se întinde pe o suprafață de 18,6 km2 și în 2017 număra 901 locuitori.

## Istoric
Localitatea Horné Lefantovce este atestată documentar din 1113.

## Demografie
| An:                | 1994 | 2004    | 2014   | 2024   |
| ------------------ | ---- | ------- | ------ | ------ |
| Număr de persoane: | 1434 | 948     | 892    | 844    |
| Diferență:         |      | −33,89% | −5,90% | −5,38% |

| An:                | 2023 | 2024   |
| ------------------ | ---- | ------ |
| Număr de persoane: | 839  | 844    |
| Diferență:         |      | +0,59% |